# Opičí proces (Simpsonovi)
Opičí proces  (v anglickém originále The Monkey Suit) je 21. díl 17. řady (celkem 377.) amerického animovaného seriálu Simpsonovi. Scénář napsal J. Stewart Burns a díl režíroval Raymond S. Persi. V USA měl premiéru dne 14. května 2006 na stanici Fox Broadcasting Company a v Česku byl poprvé vysílán 1. června 2008 na stanici ČT2.

## Děj
Líza se rozhodne vzít rodinu do muzea, aby si o prázdninách prohlédla výstavu tkalcovství, ale brzy zjistí, že ji nahradila výstava Historie zbraní. Tváří v tvář neuvěřitelně dlouhé frontě si Homer všimne Neda Flanderse a jeho synů v čele fronty a předběhne je. Nedovy laskavosti začnou využívat i všichni ostatní, až rodina Flandersových uvízne na konci. Nakonec stále čekají a je jim odepřen vstup, protože je zavírací doba výstavy zbraní. Rozhodnou se podívat na vedlejší výstavu evoluce člověka. Ned je pobouřen, když se dozví, že se lidé skutečně vyvinuli z opic, a že popis stvoření v knize Genesis je tedy mýtus. Zakryje synům oči a násilím je vyvede z výstavy. 
Ned se sejde s církevní radou, aby navrhl propagaci kreacionismu. Následujícího dne spolu s reverendem Lovejoyem vydírají ředitele Skinnera, aby kreacionismus ve škole zavedl. Líza je tím rozrušena a na městské schůzi požádá všechny, aby si vybrali mezi kreacionismem a darwinismem, protože pravda je jen jedna. Obyvatelé města k jejímu velkému rozhořčení hlasují pro kreacionismus a vyučování či učení darwinismu a evoluce je postaveno mimo zákon. Líza se proto rozhodne začít pořádat tajné kurzy pro zájemce o evoluci. Avšak právě když má začít první lekce, je zatčena náčelníkem Wiggumem. Ptá se, proč ji zatýkají, když existují mnohem horší zločiny, a on jí rozpačitě sdělí, že mají dost lidí jen na to, aby vymáhali poslední tři schválené zákony, a dokonce prohlásí, že je to ten nejhorší právní systém, jaký existuje (mezitím je Haďák viděn v Kwik-E-Martu, jak náhodně střílí do lidí, zatímco policisté s tím nic nedělají). Líza je postavena před soud, který je nazván Líza Simpsonová versus Bůh. Zastupuje ji právnička Clarice Drummondová, zatímco na Nedově straně stojí Wallace Brady, jižanský obézní advokát. Soudní proces neprobíhá pro Lízu hladce, protože profesor Frink dává nejednoznačné odpovědi ohledně existence Boha, zatímco kreacionista tvrdí, že evoluce nemůže být skutečná, protože neexistuje žádný důkaz o „chybějícím článku“ (na obrázku je vyobrazen jako divoký hominid, který drží nad hlavou kámen). 
Líze nyní hrozí dlouhý trest vězení, a tak se jí matka rozhodne pomoci. Marge začne číst knihu Charlese Darwina O původu druhů, která se nesprávně jmenuje Původ druhů, a stane se na ní závislou. Když soud pokračuje, Marge řekne Líze, že teď zná způsob, jak jí může pomoci. Zatímco Ned je podroben křížovému výslechu ze strany Drummonda, Marge podává Homerovi pivo. Homer je z piva nadšen a neúspěšně se ho snaží otevřít. Čím víc se snaží, tím je primitivnější, huláká a mlátí pivem o lavici, čímž narušuje soudní jednání. Ned ztratí nervy a řekne Homerovi, aby se přestal chovat jako opice. Drummond pak Neda požádá, aby porovnal obrázek „chybějícího článku“ a Homera, který třese pivem o hlavu, a zeptá se ho, zda opravdu věří, že Homer nemůže být příbuzný s opicemi. Ned posléze přizná vítězství Líze. Po skončení soudu přijde Líza za Nedem a řekne mu, že sice plně respektuje jeho náboženské přesvědčení, ale že si prostě nemyslí, že je vhodné, aby církev ovládala školu stejně, jako on a reverend Lovejoy nechtějí, aby vědci ovládli církev. Ned s tím nakonec souhlasí, a tak nabídne Líze a svým synům, že je vezme na zmrzlinu.

## Produkce
Díl napsal J. Stewart Burns a režíroval jej Raymond S. Persi. Inspirací pro tuto epizodu byl pro Burnse Scopesův opičí proces, soudní spor z roku 1925, v němž byl středoškolský učitel přírodních věd John Scopes obviněn z porušení Butlerova zákona v Tennessee, podle kterého bylo vyučování evoluce nezákonné. Clarice Drummondová, právnička ACLU, která zastupuje Lízu, je odkazem na advokáta ACLU Clarence Darrowa, jenž obhajoval Scopese. Wallace Brady je odkazem na Williama Jenningse Bryana, advokáta ve Scopesově opičím procesu. V roli Wallace Bradyho v epizodě hostoval americký herec a hvězda seriálu Dallas Larry Hagman, zatímco americká herečka Melanie Griffithová ztvárnila samu sebe jako vypravěčku audioprohlídky v muzeu. Burns dělal výzkum pro Opičí proces tak, že četl knihu Richarda Dawkinse Sobecký gen a sledoval film Kdo seje vítr (film natočený podle Scopesova opičího procesu). Navštívil také přírodovědné muzeum.
Úvod epizody, v němž Bart spěchá, aby stihl vše, co plánoval udělat během letních prázdnin, byl původně napsán a animován pro epizodu 14. řady Speluji, jak nejrychleji dovedu (2003), ale byl vystřižen. Tato epizoda byla příliš krátká, a aby se vyplnil čas, byla pasáž přidána. Burns se vyjádřil, že díl „byl nakonec neuvěřitelně krátký, protože když děláte epizodu, kde je opravdu jen jedna dobrá strana sporu (stvoření vs. evoluce), nevyplníte tolik času, kolik potřebujete“. Úvodní pasáž obsahuje velké množství narážek na populární kulturu, včetně odkazů na filmy Přirozený talent (1984), Happy Days (televizní sitcom) a Muži v černém (1997).

## Témata
Opičí proces je dílem, který se zabývá sporem mezi stvořením a evolucí a podle Theresy Sandersové v její knize Approaching Eden: Adam and Eve in Popular Culture „zpochybnil antievoluční legislativu“. Autoři knihy Chronology of the Evolution-Creationism Controversy poznamenali, že epizoda „karikuje kreacionismus jako intelektuální vtip“. Burns uvedl epizodu jako „pěkný příklad toho, že Simpsonovi skutečně stojí na jedné jasné straně“. Nicméně, jak upozornila Sandersová, „je třeba zdůraznit, že ačkoli epizoda Simpsonových stojí jasně na Darwinově straně, kritice jsou vystaveni i evolucionisté. Když Ned a jeho synové jdou do muzejní Síně člověka, jedním z exponátů, které vidí na podporu evoluce, je sbírka dinosauřích kostí s názvem ‚Nesporné fosilní záznamy‘. Zařazení tohoto nápisu do komiksu lze interpretovat jako výsměch domněnce, že věda ví všechno a nesmí být zpochybňována.“ Jako příklad Sandersová uvádí jinou scénu; při soudním procesu se Drummond ptá profesora Frinka, zda „tato evoluční teorie nutně znamená, že Bůh neexistuje?“, na což on odpovídá: „Ne, samozřejmě že ne. Říká jen, že Bůh je impotentní nic odnikud, které má menší moc než náměstek ministra zemědělství.“. Sandersová napsala, že „jeho arogance je zřejmá a stejně zřejmá je i satirická prezentace pýchy vědy v tomto pořadu“.
Ted Gournelos analyzoval díl ve své knize Popular Culture and the Future of Politics z roku 2009: „Epizoda je více než k čemukoli jinému využita ke kritice démonizace evoluční teorie náboženskou propagandou, instruktážním videem používaným ve škole (které ukazuje opilého Charlese Darwina vášnivě se líbajícího se Satanem) a také žalobcem. To umožňuje poněkud levicovou diskuzi o této otázce, ale v konečném důsledku není schopno řešit vzestup křesťanského fundamentalismu ve Spojených státech.“. Gournelos poznamenal, že epizoda se zaměřuje na starý Scopesův opičí proces a nezabývá se současnými debatami o kreaci a evoluci, a dodal: „Zajímavé je, že Simpsonovi nadále staví kreacionismus na vyšší populární úroveň než evoluci, protože porota a publikum u soudu jsou zjevně zaujatí vůči kreacionistům (kteří jsou na rozdíl od současných případů spíše žalobci než žalující stranou).“. Gournelos dospěl k závěru, že epizoda „si dělá jemnou legraci z mediální rétoriky a zpochybňování evoluční teorie (…), ale není schopna nebo ochotna se zabývat vzestupem inteligentního designu nebo současnými soudními bitvami (v Pensylvánii, Kansasu a jinde), které by mohly podnítit debatu u diváků“.

## Vydání a přijetí
Epizoda byla původně vysílána na stanici Fox ve Spojených státech 14. května 2006. Během tohoto vysílání ji vidělo přibližně 8,41 milionu diváků, čímž se v týdnu od 8. do 14. května 2006 umístila na 46. místě ve sledovanosti.
Po odvysílání epizoda získala vesměs pozitivní hodnocení kritiků. 
V retrospektivě, jež byla zveřejněna u příležitosti dvacátého výročí Simpsonových v roce 2010, vybrali redaktoři BBC News díl Opičí proces jako jednu z „deseti klasických epizod“ seriálu, která podle nich dokazuje, že „autoři mají stále oheň v žaludku“.
Kritik TV Squad Adam Finley napsal, že „epizoda měla několik dobrých momentů, ale zdálo se mi, že přešlapují na poněkud známé půdě a neříkají nic zvlášť nového“, s odkazem na skutečnost, že otázka vědy a náboženství byla v seriálu řešena již dříve, „zejména v epizodě Líza skeptik, v níž byla nalezena údajná kostra mrtvého anděla“.
V roce 2007 získal díl ocenění od Independent Investigations Group za to, že je „jedním z těch vzácných pořadů v médiích, které podporují vědu, kritické myšlení a zesměšňují ty pořady, které prodávají pseudovědu a pověry“. J. Stewart Burns, autor epizody, byl přítomen na slavnostním předávání cen, aby ocenění převzal.
Při hodnocení 17. řady Simpsonových Jesse Hassenger ze serveru PopMatters poznamenal, že podle něj kvalita seriálu oproti dřívějším letům poklesla, a dodal, že silnější epizody v pozdějších řadách jsou ty, které „satirizují aktuální témata“; jako příklad uvedl Opičí proces.
Podobně se vyjádřil i redaktor Fort Worth Star-Telegram Robert Philpot: „I ve slabších řadách se tento seriál vždycky dokázal alespoň jednou za díl od srdce zasmát. Letos ne. Kromě jednoho dílu, který si vzal na paškál evoluci – vs. kreacionismus, a několika dalších kousků se satirický osten opravdu otupil, takže oznámení, že bude mít ještě nejméně dvě řady, je spíše důvodem k obavám než k oslavě.“.
Ve vydání časopisu Nature z 26. července 2007 zařadila redakce vědeckého časopisu mezi 10 nejlepších vědeckých momentů v Simpsonových scénu z epizody, v níž „je Flanders ohromen, že výstava vědeckého muzea o původu člověka vyzdvihuje evoluci a zároveň zlehčuje kreacionismus – a ke všemu má unisexovou koupelnu“.